# Junín (provincie)
Junín is een provincie in de regio Junín in Peru. De provincie heeft een oppervlakte van  2.360 km² en telt 25.482 inwoners (2015). De hoofdplaats van de provincie is het district Junín.

## Bestuurlijke indeling
De provincie Junín is verdeeld in vier districten, UBIGEO tussen haakjes:
- (120502) Carhuamayo
- (120501) Junin, hoofdplaats van de provincie
- (120503) Ondores
- (120504) Ulcumayo

Chanchamayo · Chupaca · Concepción · Huancayo · Jauja · Junín · Satipo · Tarma · Yauli